# Olympische Jugend-Winterspiele 2024/Teilnehmer (Ungarn)
| Gelbes Symbol für Goldmedaillen mit stilisierten Olympischen Ringen | Graues Symbol für Silbermedaillen mit stilisierten Olympischen Ringen | Braundes Symbol für Bronzemedaillen mit stilisierten Olympischen Ringen |
| ------------------------------------------------------------------- | --------------------------------------------------------------------- | ----------------------------------------------------------------------- |
| 1                                                                   | —                                                                     | 1                                                                       |

Ungarn nahm an den Olympischen Jugend-Winterspielen 2024 in der südkoreanischen Provinz Gangwon mit 32 Athleten (7 Männer, 25 Frauen) teil.

## Medaillen

### Medaillenspiegel
| Rang   | Sportart   | Gold | Silber | Bronze | Gesamt |
| ------ | ---------- | ---- | ------ | ------ | ------ |
| 1      | Eishockey  | 1    | —      | —      | 1      |
| 2      | Shorttrack | —    | —      | 1      | 1      |
| Gesamt | Gesamt     | 1    | —      | 1      | 2      |

### Medaillengewinner
| Name/n | Sportart   | Wettkampf  |
| --- | ---------- | ---------- |
| Gold |            |            |
| Boróka Bátyi Dóra Bereczki Csenge Noémi Csordás Luca Lara Faragó Lili Hajdu Lorina Haraszt Réka Effi Hiezl Petra Polónyi Lara Sághy Bíborka Borbála Simon Bonita Lilla Szabó Noémi Zoé Takács Krisztina Weiler | Eishockey  | 3×3 Frauen |
| Bronze |            |            |
| Dominik Gergely Major | Shorttrack | 500 m      |

## Teilnehmer nach Sportart

### Biathlon
| Athleten                         | Wettbewerbe                          | Zeit        | Fehler         | Rang |
| -------------------------------- | ------------------------------------ | ----------- | -------------- | ---- |
| Frauen                           |                                      |             |                |      |
| Laura Bozóki                     | 6 km Sprint                          | 29:00,6 min | 7 (5+2)        | 81   |
| Laura Bozóki                     | 10 km Einzel                         | 47:14,2 min | 4 (1+0+2+1)    | 70   |
| Männer                           |                                      |             |                |      |
| László Sámuel Kunos              | 7,5 km Sprint                        | 28:46,9 min | 5 (4+1)        | 89   |
| László Sámuel Kunos              | 12,5 km Einzel                       | 56:27,9 min | 8 (3+1+1+3)    | 89   |
| Mixed                            |                                      |             |                |      |
| Laura Bozóki László Sámuel Kunos | Single Mixed Staffel (6 km + 7,5 km) | 53:09,6 min | 2+15 (1+9 1+6) | 24   |

### Curling
| Wettbewerb             | Mixed Doppel                                                           |
| ---------------------- | ---------------------------------------------------------------------- |
| Athleten               | Lola Olimpia Nagy Benjámin Raul Kárász                                 |
| Vorrunde               | Nigeria 13:3 Tschechien 2:7 Kanada 5:8 Südkorea 7:4 Großbritannien 4:8 |
| Viertelfinale          | ausgeschieden                                                          |
| Halbfinale             | ausgeschieden                                                          |
| Finale/Spiel um Bronze | ausgeschieden                                                          |
| Rang                   | 14                                                                     |

### Eishockey
| Wettbewerb | 3×3 Frauen |
| ---------- | --- |
| Athleten   | Boróka Bátyi Dóra Bereczki Csenge Noémi Csordás Luca Lara Faragó Lili Hajdu Lorina Haraszt Réka Effi Hiezl Petra Polónyi Lara Sághy Bíborka Borbála Simon Bonita Lilla Szabó Noémi Zoé Takács Krisztina Weiler |
| Vorrunde   | Mexiko (17:0) Türkei (18:0) China (13:3) Australien (22:1) Niederlande (33:0) Südkorea (16:0) Italien (11:1)                                                                                                   |
| Halbfinale | Italien (14:4) |
| Finale     | Südkorea (10:2) |
| Rang       | Gold |

### Eiskunstlauf
| Athleten   | Wettbewerb | Kurzprogramm/-tanz | Kurzprogramm/-tanz | Kür/Kürtanz | Kür/Kürtanz | Gesamt | Gesamt |
| Athleten   | Wettbewerb | Punkte             | Rang               | Punkte      | Rang        | Punkte | Rang   |
| ---------- | ---------- | ------------------ | ------------------ | ----------- | ----------- | ------ | ------ |
| Frauen     |            |                    |                    |             |             |        |        |
| Léna Ekker | Einzel     | 44,93              | 15                 | 90,83       | 14          | 135,76 | 14     |

### Eisschnelllauf
| Athleten          | Wettbewerb | Zeit        | Rang |
| ----------------- | ---------- | ----------- | ---- |
| Frauen            |            |             |      |
| Lilla Enéh Sándor | 500 m      | 44,29 s     | 29   |
| Lilla Enéh Sándor | 1500 m     | 2:24,17 min | 29   |
| Rebeka Vancsó     | 500 m      | 42,66 s     | 19   |
| Rebeka Vancsó     | 1500 m     | 2:22,06 min | 28   |

| Athleten          | Wettbewerb  | Halbfinale  | Halbfinale | Finale        | Finale        | Rang |
| Athleten          | Wettbewerb  | Zeit        | Rang       | Zeit          | Rang          | Rang |
| ----------------- | ----------- | ----------- | ---------- | ------------- | ------------- | ---- |
| Frauen            |             |             |            |               |               |      |
| Lilla Enéh Sándor | Massenstart | 6:28,29 min | 11         | ausgeschieden | ausgeschieden | 27   |
| Rebeka Vancsó     | Massenstart | 6:09,70 min | 14         | ausgeschieden | ausgeschieden | 23   |

### Freestyle-Skiing
| Athleten        | Wettbewerb | Vorrunde | Halbfinale    | Finale        | Rang |
| Athleten        | Wettbewerb | Rang     | Rang          | Rang          | Rang |
| --------------- | ---------- | -------- | ------------- | ------------- | ---- |
| Frauen          |            |          |               |               |      |
| Fanni Szeghalmi | Skicross   | 5        | ausgeschieden | ausgeschieden | 10   |
| Dóra Tymcyna    | Skicross   | 11       | ausgeschieden | ausgeschieden | 22   |

### Shorttrack
| Athleten                                                             | Wettbewerb   | Vorläufe     | Vorläufe | Viertelfinale | Viertelfinale | Halbfinale    | Halbfinale    | Finale A/B    | Finale A/B    | Rang   |
| Athleten                                                             | Wettbewerb   | Zeit         | Rang     | Zeit          | Rang          | Zeit          | Rang          | Zeit          | Rang          | Rang   |
| -------------------------------------------------------------------- | ------------ | ------------ | -------- | ------------- | ------------- | ------------- | ------------- | ------------- | ------------- | ------ |
| Frauen                                                               |              |              |          |               |               |               |               |               |               |        |
| Dóra Szigeti                                                         | 500 m        | 45,216 s     | 1        | 44,401 s      | 2             | 44,306 s      | 1             | 1:07,592 min  | 5             | 5      |
| Dóra Szigeti                                                         | 1000 m       | 1:39,192 min | 2        | 1:36,527 min  | 3             | ausgeschieden | ausgeschieden | ausgeschieden | ausgeschieden | 12     |
| Dóra Szigeti                                                         | 1500 m       | —            | —        | 2:38,540 min  | 2             | 3:12,408 min  | 6             | 2:42,954 min  | 5             | 5      |
| Diána Laura Végi                                                     | 500 m        | 44,585 s     | 2        | 45,030 s      | 2             | 44,664 s      | 3             | 45,932 s      | 3             | 8      |
| Diána Laura Végi                                                     | 1000 m       | 1:36,259 min | 1        | 1:32,552 min  | 2             | 1:32,921 min  | 3             | 1:32,509 min  | 3             | 8      |
| Diána Laura Végi                                                     | 1500 m       | —            | —        | 2:33,577 min  | 1             | 2:25,683 min  | 1             | 2:42,818 min  | 4             | 4      |
| Männer                                                               |              |              |          |               |               |               |               |               |               |        |
| David Keszthelyi                                                     | 500 m        | PEN          | PEN      | ausgeschieden | ausgeschieden | ausgeschieden | ausgeschieden | ausgeschieden | ausgeschieden | PEN    |
| David Keszthelyi                                                     | 1000 m       | 2:00,035 min | 4        | ausgeschieden | ausgeschieden | ausgeschieden | ausgeschieden | ausgeschieden | ausgeschieden | 35     |
| David Keszthelyi                                                     | 1500 m       | —            | —        | 2:22,790 min  | 4             | 2:28,840 min  | 7             | ausgeschieden | ausgeschieden | 20     |
| Dominik Gergely Major                                                | 500 m        | 42,019 s     | 1        | 42,077 s      | 1             | 42,213 s      | 3             | 41,99 s       | 3             | Bronze |
| Dominik Gergely Major                                                | 1000 m       | 1:38,237 min | 1        | 1:29,951 min  | 2             | 1:33,309 min  | 4             | 1:29,674 min  | 1             | 6      |
| Dominik Gergely Major                                                | 1500 m       | —            | —        | 2:20,938 min  | 2             | 2:22,613 min  | 4             | 2:44,837 min  | 5             | 12     |
| Mixed                                                                |              |              |          |               |               |               |               |               |               |        |
| Dóra Szigeti Diána Laura Végi David Keszthelyi Dominik Gergely Major | Team-Staffel | —            | —        | —             | —             | 2:58,201 min  | 3             | 2:54,403 min  | 3             | 7      |

### Ski Alpin
| Athleten               | Wettbewerb         | Lauf 1  | Lauf 1 | Lauf 2      | Lauf 2 | Gesamt      | Gesamt |
| Athleten               | Wettbewerb         | Zeit    | Rang   | Zeit        | Rang   | Zeit        | Rang   |
| ---------------------- | ------------------ | ------- | ------ | ----------- | ------ | ----------- | ------ |
| Frauen                 |                    |         |        |             |        |             |        |
| Dóra Körtvélyessy      | Riesenslalom       | 54,20 s | 30     | 56,29 s     | 23     | 1:50,49 min | 24     |
| Dóra Körtvélyessy      | Slalom             | 54,80 s | 31     | 53,03 s     | 23     | 1:47,83 min | 23     |
| Männer                 |                    |         |        |             |        |             |        |
| Milán István Schneider | Super-G            | —       | —      | —           | —      | 57,20 s     | 35     |
| Milán István Schneider | Alpine Kombination | 55,52 s | 15     | 1:02,49 min | 32     | 1:58,01 min | 28     |
| Milán István Schneider | Riesenslalom       | 52,20 s | 33     | DNF         | DNF    | DNF         | DNF    |
| Milán István Schneider | Slalom             | 50,35 s | 33     | 56,68 s     | 22     | 1:47,03 min | 20     |

### Skilanglauf
| Athleten            | Wettbewerb       | Zeit        | Rang |
| ------------------- | ---------------- | ----------- | ---- |
| Frauen              |                  |             |      |
| Larissza Vanda Bere | 7,5 km klassisch | 25:47,0 min | 41   |
| Dóra Gaál           | 7,5 km klassisch | 29:33,5 min | 59   |
| Männer              |                  |             |      |
| Martin Holló        | 7,5 km klassisch | 25:08,1 min | 64   |

| Athleten            | Wettbewerb      | Qualifikation | Qualifikation | Viertelfinale | Viertelfinale | Halbfinale    | Halbfinale    | Finale        | Finale        | Rang |
| Athleten            | Wettbewerb      | Zeit          | Rang          | Zeit          | Rang          | Zeit          | Rang          | Zeit          | Rang          | Rang |
| ------------------- | --------------- | ------------- | ------------- | ------------- | ------------- | ------------- | ------------- | ------------- | ------------- | ---- |
| Frauen              |                 |               |               |               |               |               |               |               |               |      |
| Larissza Vanda Bere | Sprint Freistil | 3:53,72 min   | 37            | ausgeschieden | ausgeschieden | ausgeschieden | ausgeschieden | ausgeschieden | ausgeschieden | 37   |
| Dóra Gaál           | Sprint Freistil | 4:21,21 min   | 60            | ausgeschieden | ausgeschieden | ausgeschieden | ausgeschieden | ausgeschieden | ausgeschieden | 60   |
| Männer              |                 |               |               |               |               |               |               |               |               |      |
| Martin Holló        | Sprint Freistil | 3:42,51 min   | 68            | ausgeschieden | ausgeschieden | ausgeschieden | ausgeschieden | ausgeschieden | ausgeschieden | 67   |

### Snowboard
| Athleten              | Wettbewerbe    | Vorrunde | Halbfinale    | Finale/Kleines Finale | Rang |
| Athleten              | Wettbewerbe    | Rang     | Rang          | Rang                  | Rang |
| --------------------- | -------------- | -------- | ------------- | --------------------- | ---- |
| Männer                |                |          |               |                       |      |
| Attila Bálint Barabás | Snowboardcross | 14       | ausgeschieden | ausgeschieden         | 28   |